# Полька Надія Степанівна
Полька Надія Степанівна (8 жовтня 1948, СРСР) — фахівець у галузі гігієни дітей та підлітків, член-кореспондент АМН України, доктор медичних наук, професор. Директор ДУ «Інститут громадського здоров’я імені О.М. Марзєєва НАМН України» (з 2023 р.).

## Наукова діяльність
З 1992 року працює в Інституті громадського здоров'я імені О. М. Марзєєва НАМН України, спочатку - зав. лабораторії (до 2003 року), потім - зав. відділу гігієни дітей та підлітків (до 2015 року).
У 2001 році захистила дисертаційну роботу на тему "Гігієнічне обґрунтування принципів і критеріїв безпечного застосування комп'ютерної техніки у навчанні молодших школярів", отримавши науковий ступінь доктора медичних наук за спеціальністю "Гігієна та професійна патологія". Вчене звання професора присуджене у 2010 році.
У 2003 -2023 роках - заступник директора з наукової роботи, від 2023 року - директор Інституту громадського здоров'я імені О. М. Марзєєва НАМН України.
У 2011 році обрана член-кореспондентом НАМН України за спеціальністю «Гігієна дітей та підлітків".
З 2012 по 2015 роки - професор кафедри медицини праці, психофізіології та медичної екології НМАПО ім. П.Л.Шупика МОЗ України.
З 1997 по 2017 роки - головний позаштатний спеціаліст МОЗ України. У 2010-2014 рр. - заступник голови Експертної ради МОН України дисертаційних робіт з профілактичної медицини.
Є фахівцем в галузі гігієни дітей та підлітків, зокрема - щодо дослідження впливу різних чинників (у т.ч. шкільного середовища) на здоров'я та психофізичний розвиток дітей. Надає консультації щодо проектування та будівництва закладів навчання, виховання та відпочинку дітей. 
У своїх працях встановила і експериментально довела негативний вплив електромагнітного випромінювання на здоров'я і нормальний розвиток дитячого організму, розробила нормативи взаємодії школярів з комп'ютерною технікою (тривалість, облаштування навчального місця тощо).
З 2014 року займається порівняльним аналізом систем охорони здоров'я різних країн, вивченням європейського досвіду з оцінювання ризиків у цій сфері. Досліджує гігієнічні, медичні, профілактичні проблеми у зоні проведення АТО та наукові засади організації харчування військовослужбовців.
Є керівником наукової школи з питань гігієни дітей та підлітків. Автор понад 310 наукових праць, серед яких 9 монографій, 2 патенти, 30 методичних вказівок та рекомендацій, 23 нормативні документи. Була керівником 9 кандидатських і науковим консультантом двох докторські дисертації.

## Основні наукові праці
- «Фізичний розвиток дітей різних регіонів України. Міські школярі» (2000).
- «Гігієнічне обґрунтування принципів і критеріїв безпечного застосування комп'ютерної техніки у навчанні дітей» (2001).
- «Фізичний розвиток дітей різних регіонів України. Міські дошкільники» (2003).
- «Удосконалення медико-профілактичного забезпечення дітей у загальноосвітніх навчальних закладах - вимога часу» (2009).
- «Сучасні наукові дослідження з гігієни дитинства і їх значення для практики» (2010).
- «Профілактика неінфекційних захворювань, що пов'язані зі способом життя, особливостями харчування та фізичною активністю – вагомий напрям національної стратегії охорони здоров`я населення України» (2010).
- «Гігієнічне забезпечення умов життєдіяльності дітей: проблеми та шляхи їх вирішення» (2011).
- «Психогигиена детей и подростков, страдающих хроническими соматическими заболеваниями» (2012).
- «Сучасні проблеми гігієни планування та забудови населених місць (нормативно-правове регулювання)» (2014).
- «Совмещенное освещение учебных помещений общеобразовательных школ» (2014).
- «Физическое развитие школьников Украины. Пространственно-временные и морфо-функциональные особенности» (2015).
- «Гігієна планування та забудови населених місць на варті громадського здоров’я« (2017).

Полька Надія Степанівна  -  координатор низки міжнародних програм:
- «Молодь і тютюн» (під патронатом ВООЗ) (2009-2015);
- «Навколишнє середовище шкіл та респіраторне здоров'я дітей» (2010-2013);
- «Навколишнє середовище і здоров'я» (з 2011 року).

Тісно співпрацює з фахівцями багатьох наукових установ як в Україні, так і за її межами: 
- Національна академія педагогічних наук України;
- МОЗ України;
- Міністерство регіонального розвитку, будівництва та житлово-комунального господарства України;
- МОН України;
- Державна служба України з питань безпечності харчових продуктів та захисту споживачів;
- Європейське регіональне бюро ВООЗ;
- представництво ВООЗ в Україні;
- медичний університет м. Доккіо (Японія);
- Іллійнойський університет (США);
- Королівський Каролінський інститут (Швеція, м. Стокгольм).

Член редакційних колегій фахових видань: журналу «Довкілля та здоров'я»; збірника наукових праць «Гігієна населених місць»; польського щорічного видання «Zdrowie i Społeczeństwo» («Здоров’я і суспільство»). 

## Відзнаки та нагороди
Медалі:
- «Ветеран праці» (1990);
- Президії НАМН України (2013).

Почесні грамоти:
- МОН України (1985);
- МОЗ України (2001,2008);
- НАМН України (2003, 2013);
- Кабінету Міністрів України (2006);
- Верховної Ради України (2011).